# Consonant epiglotal
Una consonant epiglotal és una consonant articulada amb els plecs ariepiglòtics (vegeu laringe) contra l'epiglotis. A vegades se'ls anomena consonants ariepiglotals.

## Consonants epiglotals en l'AFI
Les consonants epiglotals identificades per l'Alfabet Fonètic Internacional són:
| AFI | Descripció                 | Exemple | Exemple    | Exemple | Exemple      |
| --- | -------------------------- | ------- | ---------- | ------- | ------------ |
| AFI | Descripció                 | Idioma  | Ortografia | AFI     | Significat   |
|     | Oclusiva epiglotal sorda   | Aghul   |            | jaʡ     |              |
|     | Fricativa epiglotal sonora | Àrab    | تَعَشَّى       | tɑʢɑʃʃæ | per al sopar |
|     | Fricativa epiglotal sorda  | Aghul   | mɛʜ        |         | sèrum        |

- Una epiglotal plosiva no és possible. Quan es pronuncia intervocalment en Dahalo, per exemple, es converteix en un tap.
- Encara que tradicionalment es col·loqui en la fila fricativa de la taula IFA, [ʢ] és en general un símbol. El símbol de l'IFA és ambigu, però no hi ha cap llenguatge que tingui una fricativa o símbol diferent en aquest lloc de l'articulació.

## Característiques
En molts idiomes les epiglotals són desconegudes. Això pot dificultar el seu reconeixement pels lingüistes que parlen idiomes europeus. En diverses ocasions, quan suposades consonants faríngies van ser registrades, van resultar ser epiglotals. Aquest va ser el cas del dahalo, per exemple.
Les epiglotals són primàriament conegudes a l'Orient Mitjà (en llengües semítiques) i a la Columbia Britànica, però poden ocórrer en qualsevol lloc. És probable que diverses de les llengües dels bitterroot salish o wakashan de la Columbia Britànica de les quals es van reportar tenir "faríngies" en realitat tindrien epiglotals, i el mateix pot dir-se d'algunes llengües caucàsiques.